# Bentley Eight
La Bentley Eight è un modello di vettura di lusso prodotta dalla Bentley, tra il 1984 e il 1992 ed è stato il modello alla base della gamma Bentley. È stata sostituita soltanto nel 2005 dalla Continental Flying Spur, a seguito dell'acquisizione della Bentley da parte del Gruppo Volkswagen.

## Caratteristiche tecniche
La Bentley Eight era del tutto analoga alla ammiraglia Mulsanne e quindi anch'essa un clone del modello superiore della casa madre Rolls-Royce.
In totale, sono stati prodotti 1.736 esemplari. 
La principale distinzione rispetto ad altre versioni della Mulsanne è la griglia del radiatore a nido d'ape rispetto alla classica a colonne verticali.
- Il motore 6750 cm³, 8 cilindri a V di 90° eroga 235 CV a 4300 giri/min e 456 N·m di coppia
- Trazione posteriore, cambio automatico a 3 rapporti
- Velocità massima 208 km/h, accelerazione 0–100 km/h 10 secondi
- Bagagliaio 550 dm3, capacità serbatoio 108 litri
- Il motore, con catalizzatore, 6749 cm³, eroga 218 CV a 4200 giri/min e 440 N·m di coppia
- Cambio automatico a 3 rapporti, dal 1992 cambio automatico a controllo elettronico (con blocco del convertitore) a 4 rapporti.
- Velocità massima 205 km/h.